# Данилов, Сергей Сергеевич
Сергей Сергеевич Данилов (23 мая (5 июня) 1901, Санкт-Петербург — 31 декабря 1959, Ленинград) — российский театровед. Доктор искусствоведения (1947).
В юности думал об актёрской карьере, в 1921 г. окончил театральную студию под руководством актрисы Натальи Ростовой, участвовал в спектаклях. Затем служил в РККА. После демобилизации окончил Высшие курсы искусствоведения при Государственном институте истории искусств (1925), где среди его педагогов были А. А. Гвоздев и В. Н. Всеволодский-Гернгросс. Учился там же в аспирантуре и работал научным сотрудником, опубликовал статью «Постоянные публичные театры в Петербурге в XIX веке» (1929) и брошюру «К столетию Ленинградского цирка» (1928). Затем преподавал в школах. С 1940 г. преподавал в Ленинградском театральном институте имени А. Н. Островского. В 1941—1944 гг. в эвакуации в Перми, затем снова в Ленинграде, с 1944 г. заведовал кафедрой теории и истории русского дореволюционного и советского театра в Ленинградском театральном институте, с 1947 г. профессор.
Как историк театра первоначально занимался сценической судьбой произведений Н. В. Гоголя, напечатал книги «„Ревизор“ на сцене» (1933, третье издание 1936), «„Женитьба“ Н. В. Гоголя» (1934) и итоговый труд «Гоголь и театр» (1936), за который получил степень кандидата филологических наук. В монографии «Русский театр в художественной литературе» (1939) впервые осветил отображение театральной жизни на страницах русской литературной классики. В 1944 г. опубликовал обзорный труд «История русского драматического театра», переизданный в 1948 г. с исключением раздела о советском периоде; книга подверглась шельмованию в рамках кампании по борьбе с космополитизмом за «неумение автора рассматривать развитие театрального искусства в России в связи с общественной жизнью страны, в связи с борьбой классов». Работал над учебником «Русский драматический театр XIX века», первый том которого, посвящённый первой половине века, вышел в 1957 году; второй том завершила М. Г. Португалова, и он был издан в 1974 г. Напечатал также «Горький на сцене» (1958), очерки о жизни и творчестве Михаила Щепкина (1938) и Александра Сухово-Кобылина (1940). Публиковался как театральный критик.
Умер от инфаркта. Похоронен на Богословском кладбище.